# Séssène
Séssène ist eine Gemeinde (commune) im Département Mbour der Region Thiès, gelegen im zentralen Westen Senegals. Sie ist Sitz der Präfektur des Arrondissement de Séssène und besteht aus dem namensgebenden Hauptort (chef-lieu) sowie weiteren Dörfern (villages) und Weilern (hameaux).

## Geographische Lage
Die Gemeinde Séssène liegt im Hinterland der Petite-Côte. Ihr Hauptort liegt 24 Kilometer östlich der Départementspräfektur Mbour und 82 km südöstlich der Hauptstadt Dakar. Das Gemeindegebiet hat eine Fläche von 140,10 km². Benachbarte Kommunen sind im Uhrzeigersinn Ndiaganiao und Fissel im Norden, Tattaguine, Thiadiaye und noch einmal Tattaguine im Osten, Nguéniène im Süden und im Westen Sandiara.

## Geschichte
Im Jahr 1996 wurde die Landgemeinde communauté rurale de Thiadiaye, die neben vielen anderen Ortschaften auch Séssène umfasste, aufgelöst, weil ihr Hauptort Thiadiaye aus dem Umland herausgelöst wurde und den Status einer städtischen Gemeinde (commune) erhielt. Die Landgemeinde nannte sich nach dem neuen Hauptort communauté rurale de Séssène und erhielt 2014 mit allen Landgemeinden Senegals den Status einer Gemeinde (commune).

## Bevölkerung
Die letzten Volkszählungen ergaben jeweils folgende Einwohnerzahlen:
| Jahr | Einwohner |
| ---- | --------- |
| 2002 | 26.294    |
| 2013 | 24.786    |
| 2023 | 31.317    |

## Verkehr
Die Nationalstraße N 1 führt durch den Hauptort Séssène. Sie verbindet die Gemeinde nach Nordwesten über Mbour, Saly Portudal und Diass mit Diamniadio, Rufisque und den anderen Großstädten der Metropolregion Dakar sowie nach Osten über Thiadiaye mit Fatick, Kaolack, Birkelane, Kaffrine, Malem Hodar, Koumpentoum und Tambacounda und mit der malischen Grenze bei Kidira. Parallel zur N1 wird die mautpflichtige Autoroute 1 durch das Gemeindegebiet geführt.